# 斯捷布尼
48°18′23″N 24°23′10″E / 48.30639°N 24.38611°E
斯捷布尼（烏克蘭語：Стебний），是烏克蘭的村落，位於該國西部外喀爾巴阡州，由拉希夫區負責管轄，始建於1947年，面積0.97平方公里，海拔高度870米，2001年人口807，人口密度每平方公里830人。